# لي إليجاه
لي إليجاه (هانغل: 이엘리야) (مواليد 19 فبراير 1990) هي ممثلة كورية جنوبية ظهرت لأول مرة في دور قيادي في مسلسل كرة سلة على قناة تي في إن سنة 2013. بعد عدة سنوات من أدائها الأدوار الداعمة، تم اختيارها لتلعب دور البطولة مرة أخرى في مسلسل المحقق المثالي سنة 2020 على قناة جاي تي بي سي.

## فيلموغرافيا

### مسلسلات تلفزيونية
| السنة | عنوان                          | الدور                    | القناة      | المراجع |
| ----- | ------------------------------ | ------------------------ | ----------- | ------- |
| 2013  | كرة سلة                        | تشوي شين يونغ            | تي في إن    |         |
| 2014  | أيام رائعة                     | كيم ما ري                | كي بي إس 2  | [ 6 ]   |
| 2015  | عودة هوانج جيوم بوك            | بايك يي-ريونج            | إس بي إس    | [ 7 ]   |
| 2015  | أبطال                          | بارك هاي ميل             | جي تي بي سي | [ 8 ]   |
| 2016  | مغرم بشكل لا يمكن السيطرة عليه | كيم يو نا (دور الكاميو)  | كي بي إس 2  | [ 9 ]   |
| 2017  | الكفاح من أجل طريقي            | بارك هاي ران             | كي بي إس 2  | [ 10 ]  |
| 2018  | أطفال السيد المُتدني            | بايك هيون                | أو سي إن    | [ 11 ]  |
| 2018  | السيدة حمورابي                 | لي دو يون                | جي تي بي سي |         |
| 2018  | كرامة الامبراطورة              | مين يو را                | إس بي إس    |         |
| 2019  | رئيس العمال                    | يون هي-وون               | جي تي بي سي |         |
| 2020  | المحقق المثالي                 | جين سيو كيونغ            | جي تي بي سي | [ 12 ]  |
| 2021  | حلق بعيدا                      | يون هي-وون (دور الكاميو) | إس بي إس    | [ 13 ]  |

## وصلات خارجية
- لي إليجاه على موقع IMDb (الإنجليزية)
- لي إليجاه على موقع قاعدة بيانات الفيلم (الإنجليزية)
- لي إليجاه على موقع ليتربوكسد (الإنجليزية)
- لي إليجاه على موقع كينوبويسك (الروسية)